# Katharine Bement Davis
Katharine Bement Davis, född 1860, död 1935, var en amerikansk kriminolog och rösträttskvinna. Hon var deltagare i Inter-Allied Women's Conference i Paris år 1919.